# Mern
Mern – miasto w Danii, w regionie Zelandia, w gminie Vordingborg.